# Herman II (margrabia Badenii)
Herman II (ur. ok. 1070 r., zm. 7 października 1130 r.) – pierwszy margrabia Badenii z rodu Zähringen.

## Życiorys
Herman pojawia się w źródłach po raz pierwszy w 1089 r. Początkowo tytułowany jest jako hrabia Bryzgowii. Wraz ze stryjem księciem Zähringen Bertoldem II znajdował się początkowo w obozie buntowników przeciwko władzy cesarza Henryka IV, jednak w 1097 r. wraz z innymi możnymi szwabskimi zawarł pokój z władcą.
Jako pierwszy władca z rodu Zähringen zaczął od 1112 r. używać tytułu margrabiego Badenii, pochodzącego od nazwy miejscowości Baden, którą odziedziczył w 1091 r. Jego potomkowie panowali w tym księstwie aż do 1918 r. 

## Rodzina
Żoną Hermana była Judyta z Hohenbergu. Znamy dwoje ich dzieci:
- Herman III, następca ojca jako margrabia Badenii,
- Judyta, żona księcia Karyntii Ulryka I.